# ليندا جونز
ليندا جونز (بالإنجليزية: Linda Jones)‏ هي موسيقية أمريكية، ولدت في 14 ديسمبر 1944 في نيوآرك في الولايات المتحدة، وتوفيت في 14 مارس 1972 في نيويورك في الولايات المتحدة بسبب السكري.

## وصلات خارجية
- ليندا جونز على موقع ميوزك برينز (الإنجليزية)
- ليندا جونز على موقع أول ميوزيك (الإنجليزية)
- ليندا جونز على موقع ديسكوغز (الإنجليزية)